# گغی (رود)
گغی (به ارمنی: Գեղի) رودی است در کشور ارمنستان که در استان سیونیک جریان دارد که از کوهستان زانگزور سرچشمه می‌گیرد و به ووغجی (رود) می‌ریزد. طول آن ۳۰ کیلومتر (۱۹ مایل) و مساحت حوضه آبخیز (دبی) آن ۳۱۰ کیلومتر مربع می‌باشد.